# Pierre Kohler (Sprachwissenschaftler)

Pierre Kohler (um 1926)

Pierre Kohler (* 16. April 1887 in Lausanne; † 24. April 1956 in Muri bei Bern; heimatberechtigt in Lausanne und Büren) war ein Schweizer Sprachwissenschaftler, Schriftsteller und Hochschullehrer.

## Leben
Pierre Kohler war der Sohn des Arztes Barthélemy Alfred und der Laure Clémence, geborene Jaccard. Er war mit Jeanne Herzog verheiratet.
Er besuchte das Gymnasium in Lausanne und studierte dort sowie in Berlin, Paris und Heidelberg. 1914 erlangte er den Doktortitel (Dr. phil. I) und arbeitete zunächst als Französischlehrer am Gymnasium in Bern. Von 1917 bis 1926 war er Privatdozent und anschliessend Professor für französische Literatur an der ETH Zürich und von 1932 bis 1955 an der Universität Bern.
Kohler veröffentlichte mehrere literarische Studien (Madame de Staël et la Suisse, 1916, L’Art de Ramuz, 1929, Lettres de France, 1943), politische Stellungnahmen (Au-dessus des fronts, 1933, La Veillée des armes, 1938) und schrieb einen Roman (Le cœur qui se referme, 1931) sowie eine Literaturgeschichte (Histoire de la littérature française, 1947–1949). In den Jahren 1920 und 1932 wurde ihm der Literaturpreis Prix Rambert verliehen.
Teilnachlässe von Pierre Kohler befinden sich im Schweizerischen Literaturarchiv und in der Kantons- und Universitätsbibliothek Lausanne.

## Werke
- Madame de Staël et la Suisse. Lausanne 1916.
- L’Art de Ramuz. Genf 1929.
- Le cœur qui se referme. 1931.
- Au-dessus des fronts. 1933.
- La Veillée des armes. Lausanne 1938.
- Lettres de France. Lausanne 1943.
- Histoire de la littérature française. Lausanne 1947–1949.